# Trichocera kotejai
Trichocera kotejai är en tvåvingeart som beskrevs av Krzeminska 1992. Trichocera kotejai ingår i släktet Trichocera och familjen vintermyggor.
Artens utbredningsområde är Polen. Inga underarter finns listade i Catalogue of Life.